# Gerstmann-Sträussler-Scheinker-Syndrom
Das Gerstmann-Sträussler-Scheinker-Syndrom (GSSS) (auch Gerstmann-Sträussler-Krankheit oder Gerstmann-Sträussler-Syndrom) ist eine übertragbare spongiforme Enzephalopathie, die durch Prionen hervorgerufen wird; sie ähnelt somit der Creutzfeldt-Jakob-Krankheit. 

## Überblick
Sie basiert auf einer dominant vererbten Mutation im Prion-Protein-(PRNP-)Gen, meist im Codon 102, die eine Prävalenz von ca. 1:10.000.000 hat. Das PRNP-Gen befindet sich auf dem kurzen Arm von Chromosom 20, Code: 20pter-p12. Dieser Gendefekt führt zur Bildung eines fehlerhaften Proteins, das an Position 198 statt der Aminosäure Phenylalanin dann Serin aufweist (F198S); dieses Protein lagert sich anschließend vornehmlich im Kleinhirn in Form von Amyloid-Plaques ab. Dies führt zu den Symptomen Ataxie (Unfähigkeit, gezielte Bewegungen geradlinig auszuführen), Dysarthrie (verwaschene Sprache, die auf einer zentralen Lähmung der am Artikulieren beteiligten Sprechmuskulatur beruht) und einem Nystagmus (unkontrollierbares Zittern der Augen). Später kann sich auch eine Demenz entwickeln. Meist führt die Krankheit innerhalb von einem bis elf Jahren nach dem Ausbruch zum Tod.
Andere Formen der transmissiblen (übertragbaren) spongiforme Enzephalopathie (TSE) sind beim Menschen die Creutzfeldt-Jakob-Krankheit, die Kuru und die tödliche familiäre Schlaflosigkeit (Fatal Familial Insomnia, FFI), beim Rind BSE, beim Schaf Scrapie und beim Hirsch CWD.
Die Krankheit ist nach ihren Entdeckern, Josef Gerstmann und seinen Mitarbeitern Ernst Sträussler und Ilja Scheinker, benannt.
Transmissible spongiforme Enzephalopathien sind in Österreich gemäß § 1 Abs. 1 Nummer 1 Epidemiegesetz 1950 bei Verdacht, Erkrankung und Tod anzeigepflichtig. Zur Anzeige verpflichtet sind unter anderen Ärzte und Labore (§ 3 Epidemiegesetz).
In Deutschland ist humane spongiforme Enzephalopathie (außer familiär-hereditärer Formen) gemäß § 6 Infektionsschutzgesetz (IfSG) bei Verdacht, Erkrankung und Tod seitens des Arztes usw. namentlich meldepflichtig. Der Kreis der Meldepflichtigen richtet sich nach § 8 IfSG, was zu melden ist nach § 9 IfSG.